# Dag vreemde man
Dag vreemde man is een Nederlandstalig liedje van de Belgische zangeres Ann Christy uit 1971. De muziek is van Willy Crombé op een tekst van Mary Boduin die het oorspronkelijk schreef voor Lily Castel.
De B-kant van de single was het liedje De Roos – een cover van Bette Midlers hit The Rose uit 1980 – en is mogelijk nog bekender dan het origineel in Vlaanderen.
Dag Vreemde Man werd onder andere gecoverd door Flander Kander in 2001, Free Souffriau in 2009, Eveline Cannoot in 2011, Daisy Thys en Camille Dhont (#LikeMe) in 2023. Ook coverde Daan Stuyven het nummer tijdens het negende seizoen van Liefde voor muziek.